# Calore e polvere (romanzo)
Calore e polvere è un romanzo di Ruth Prawer Jhabvala del 1975, vincitore del Booker Prize.
Dal romanzo è stato tratto l'omonimo film del 1983 diretto da James Ivory.

## Trama
Le fasi iniziali del romanzo sono narrate in prima persona da una donna che si reca in India per saperne di più sulla sua nonna adottiva, Olivia. Possiede diverse lettere scritte da Olivia, e grazie a queste e alle proprie esperienze in India, scopre la verità su Olivia e la sua vita durante l'Impero Anglo-Indiano negli anni venti.
Attraverso l'uso di flashback il lettore sperimenta la storia dal punto di vista di Olivia. Scopriamo che Olivia, anche se a prima vista sembra integrata nei rigidi costumi britannici dell'epoca, è in realtà soffocata dalle restrizioni sociali. Incontra il Nawab, che l'affascina subito, e la lascia entrare a poco a poco nella sua vita. Olivia è attratta dal fascino e dal carisma del Nawab, il quale lentamente prende controllo di lei, come fa con altri personaggi come l'omosessuale Harry. Quest'ultimo è ritratto come debole, provato dal clima e dal cibo indiano cui non riesce ad abituarsi.
Olivia rimane incinta del Nawab e, per paura, decide di abortire creando scandalo nella città. Olivia si trasferisce in una città senza nome per i suoi ultimi anni. Il romanzo si conclude con la narratrice che, rimasta incinta, decide anche lei di trascorrere i suoi anni nella città senza nome, proprio come ha fatto Olivia.

## Edizioni
- Ruth Prawer Jhabvala, Calore e polvere, Mondadori, 1988,  p. 164, ISBN 88-04-30784-6.